# Niamanga (Fada N'Gourma)
Pour les articles homonymes, voir Niamanga.
Niamanga est une commune rurale située dans le département de Fada N'Gourma de la province du Gourma dans la région de l'Est au Burkina Faso.

## Géographie
Niamanga est situé à 25 km à l'Est de Fada N'Gourma, chef-lieu du département, de la province et capitale de la région, et à 5 km au Sud de Namoungou et de la route nationale 4.

## Santé et éducation
Le centre de soins le plus proche de Niamanga est le centre de santé et de promotion sociale (CSPS) de Namoungou.